# Valerij Rezancev
Valerij Grigorjevič Rezancev (rusky Валерий Григорьевич Резанцев; * 8. října 1946 Stalinogorsk, SSSR) je bývalý sovětský zápasník, reprezentant v zápase řecko-římském.
Je dvojnásobným vítězem olympijských her, pětkrát vybojoval titul mistra světa a třikrát evropské zlato.